# Listă de conducători de stat din 1332
1328 - 1329 - 1330 - 1331 - 1332 - 1333 - 1334 - 1335 - 1336
Aceasta este o listă a conducătorilor de stat din anul 1332:

## Europa
- Albania: Tanussio Thopia (conte din familia Thopia, 1328-1339)
- Ahaia: Ioan (principe din dinastia de Anjou, 1322-1333)
- Anglia: Eduard al III-lea (rege din dinastia Plantagenet, 1327-1377)
- Aragon: Alfonso al IV-lea (rege din dinastia de Barcelona, 1327-1336)
- Austria: Albert al II-lea cel Șchiop (duce din dinastia de Habsburg, 1330-1358) și Otto (duce din dinastia de Habsburg, 1330-1339)
- Bavaria Inferioară: Henric al II-lea (duce din dinastia de Wittelsbach, 1310-1339), Otto al IV-lea (duce din dinastia de Wittelsbach, 1310-1334) și Henric al III-lea (duce din dinastia de Wittelsbach, 1312-1333)
- Bavaria Superioară: Ludovic al IV-lea (duce din dinastia de Wittelsbach, 1294-1347; ulterior, rege al Germaniei, 1314-1347; ulterior, duce în Bavaria Inferioară, 1340-1347)
- Bizanț: Andronic al III-lea (împărat din dinastia Paleologilor, 1328-1341)
- Bosnia: Ștefan al II-lea (ban din dinastia Kotromanic, 1314-1353)
- Brabant: Ioan al III-lea (duce, 1312-1355)
- Brandenburg: Ludovic I cel Bătrân (margraf din dinastia de Wittelsbach, 1323-1361; ulterior, duce de Bavaria, 1347-1361)
- Bretagne: Ioan al III-lea cel Bun (duce, 1312-1341)
- Bulgaria: Ivan Aleksandăr (țar din dinastia Șișmanizilor, 1331-1371)
- Burgundia: Eudes al IV-lea (duce din dinastia Capețiană, 1315-1349)
- Castilia: Alfonso al XI-lea (rege, 1312-1350)
- Cehia: Ioan (rege din dinastia de Luxemburg, 1310-1346; totodată, conte de Luxemburg, 1310-1346; totodată, senior de Modena, 1331-1333)
- Cipru: Hugues al IV-lea (rege din dinastia de Antiohia-Lusignan, 1324-1359)
- Constantinopol: Catherine a II-la de Valois (împărăteasă titulară, 1308-1346)
- Danemarca: Christofor al II-lea (rege din dinastia Valdemar, 1320-1326, 1330-1332)
- Epir: Ioan (despot din dinastia Orsini, 1323-1335)
- Ferrara: Obizzio al III-lea, Rinaldo al II-lea, Niccolo I, Azzo al IX-lea și Bertoldo (seniori din casa d'Este, 1317-1335)
- Flandra: Ludovic I de Nevers (conte din dinastia de Dampierre, 1322-1346)
- Franța: Filip al VI-lea (rege din dinastia de Valois, 1328-1350; anterior, conte de Anjou, 1325-1328)
- Germania: Ludovic al V-lea (rege din dinastia de Wittelsbach, 1314-1347; totodată, duce de Bavaria Superioară, 1294-1347; ulterior, împărat occidental, 1328-1347; ulterior, duce de Bavaria Inferioară, 1340-1347)
- Gruzia: Gheorghe al VI-lea cel Ilustru (rege din dinastia Bagratizilor, 1314-1346)
- Hainaut: Guillaume I (conte din casa de Avesnes, 1304-1337; totodată, conte de Olanda, 1304-1337)
- Halici-Volânia: Iuri al II-lea Boleslaw Trojdenovici (cneaz, 1324/1325-1340)
- Hoarda de Aur: Ghias ad-Din Muhammad Ozbeg (Uzbek) (han din dinastia Batuizilor, 1313-1342)
- Imperiul occidental: Ludovic al V-lea (împărat din dinastia de Wittelsbach, 1328-1347; totodată, duce de Bavaria Superioară, 1294-1347; totodată, rege al Germaniei, 1314-1347; ulterior, duce de Bavaria Inferioară, 1340-1347)
- Lituania: Gediminas (mare duce, 1316-1341)
- Lorena Superioară: Raul cel Viteaz (duce din casa Lorena-Alsacia, 1329-1346)
- Luxemburg: Ioan (conte, 1310-1346; totodată, rege al Cehiei, 1310-1346; totodată, senior de Modena, 1331-1333)
- Mantova: Luigi I Gonzaga (căpitan general din casa Gonzaga, 1328-1370)
- Marinizii: Abu'l-Hassan Ali ibn Usman (II) (emir din dinastia Marinizilor, 1331-1348/1351)
- Milano: Azzone (senior din familia Visconti, 1329-1339)
- Modena: Ioan de Luxemburg (senior, 1331-1333; totodată, conte de Luxemburg, 1310-1346; totodată, rege al Cehiei, 1310-1346)
- Monaco: Carlo I (senior din casa Grimaldi, 1331-1357)
- Montferrat: Teodor I (marchiz din dinastia Paleologilor, 1305-1338)
- Moscova: Ivan I Danilovici Kalita (mare cneaz, 1328-1340; totodată, mare cneaz de Vladimir, 1328-1340)
- Nasrizii: Muhammad al IV-lea ibn Ismail (emir din dinastia Nasrizilor, 1325-1333)
- Navarra: Ioana a II-a (regină, 1329-1349) și Filip al III-lea cel Nobil (rege din dinastia de Evreux, 1329-1343)
- Neapole: Robert cel Înțelept (rege din dinastia de Anjou, 1309-1343)
- Norvegia: Magnus al VII-lea Eriksson (rege din dinastia Folkung, 1319-1355; totodată, rege al Suediei, 1319-1363)
- Olanda: Willem al III-lea (conte din casa de Avesnes, 1304-1337; totodată, conte de Hainaut, 1304-1337)
- Ordinul teutonic: Luther de Braunschweig (mare maestru, 1330-1335)
- Polonia: Vladislav I cel Scurt (rege din dinastia Piasti, 1320-1333; anterior, cneaz de Kujawya, 1275-1288; anterior, cneaz în Polonia Mare, 1296-1300, 1314-1320; anterior, cneaz în Polonia Mică, 1306-1333)
- Polonia Mică: Vladislav I cel Scurt (cneaz din dinastia Piasti, 1306-1333; anterior, cneaz de Kujawya, 1275-1288; anterior și ulterior, cneaz în Polonia Mare, 1296-1300, 1314-1320; ulterior, rege al Poloniei, 1320-1333)
- Portugalia: Afonso al IV-lea (rege din dinastia de Burgundia, 1325-1357)
- Reazan: Ivan al II-lea Korotopol (mare cneaz, 1327-1342)
- Savoia: Aimon cel Blând (conte, 1329-1343)
- Saxonia: Rudolf I (duce din dinastia Askaniană, 1298-1356)
- Saxonia: Frederic al II-lea (margraf din dinastia de Wettin, 1324-1349)
- Scoția: David al II-lea Bruce (rege, 1329-1371) și Edward Balliol (rege, 1332-1336)
- Serbia: Ștefan (Uroș al IV-lea) Dușan (rege din dinastia Nemanja, 1331-1355; împărat, din 1345)
- Sicilia: Frederic al II-lea (rege din dinastia de Barcelona, 1295-1337)
- Statul papal (Avignon): Ioan al XXII-lea (1316-1334)
- Suedia: Magnus al II-lea Eriksson (rege din dinastia Folkung, 1319-1363; totodată, rege al Norvegiei, 1319-1355)
- Suzdal: Aleksandru Vasilievici (cneaz, 1309-1332) și Konstantin Vasilievici (cneaz, 1332-1355; mare cneaz, din 1350)
- Transilvania: Toma de Szecseny (voievod, 1322-1342)
- Tver: Konstantin Mihailovici (cneaz, 1327-1338, 1339-1345)
- Țara Românească: Basarab I (voievod din dinastia Basarabilor, cca. 1310-1352)
- Ungaria: Carol I Robert (rege din dinastia de Anjou, 1308-1342)
- Veneția: Francesco Dandolo (doge, 1329-1339)
- Vladimir: Ivan I Danilovici Kalita (mare cneaz, 1328-1340; totodată, mare cneaz de Moscova, 1328-1340)

## Africa
- Benin: Udaghedo (obba, cca. 1299-cca. 1334)
- Califatul abbasid (Egipt): Abu'l-Rabi Sulaiman al-Mustakfi ibn al-Hakim (calif din dinastia Abbasizilor, 1302-1340)
- Ethiopia: 'Amda Seyon I (Gabra Maskal) (împărat, 1314-1344)
- Hafsizii: Abu Iahia Abu Bakr al-Mutauakkil ibn Iahia (III) (calif din dinastia Hafsizilor, 1312-1346)
- Kanem-Bornu: Idris I (sultan, cca. 1329-cca. 1353)
- Mali: Kango (sau Mansa) Musa I (rege din dinastia Keyta, cca. 1312-1337)
- Mamelucii: an-Nasir Nasir ad-Din Muhammad ibn Kalaun (sultan din dinastia Bahrizilor, 1293-1294, 1298-1308, 1309-1340)
- Marinizii: Abu'l-Hassan Ali ibn Usman (II) (emir din dinastia Marinizilor, 1331-1348/1351)
- Songhay: Duro (rege din dinastia Dya, ?-?) (?) și Zenko Baro (rege din dinastia Dya, ?-?) (?)

## Asia

### Orientul Apropiat
- Armenia Mică: Leon al V-lea (sau al IV-lea, rege din dinastia Hetumizilor, 1320-1341)
- Ayyubizii din Hisn Kaifa și Amid: al-Malik al-Adil Mudjir ad-Din Muhammad ibn Abu Bakr (sultan din dinastia Ayyubizilor, ?-?) (?)
- Bizanț: Andronic al III-lea (împărat din dinastia Paleologilor, 1328-1341)
- Bizanț, Imperiul de Trapezunt: Andronic al III-lea (împărat din dinastia Marilor Comneni, 1330-1332), Manuel al II-lea (împărat din dinastia Marilor Comneni, 1332) și Vasile (împărat din dinastia Marilor Comneni, 1332-1340)
- Cipru: Hugues al IV-lea (rege din dinastia de Antiohia-Lusignan, 1324-1359)
- Hulaguizii (Ilhanii): Abu Said (han, 1316-1335)
- Imperiul otoman: Orhan Ghazi (sultan din dinastia Osmană, 1326-1359/1360)
- Mamelucii: an-Nasir Nasir ad-Din Muhammad ibn Kalaun (sultan din dinastia Bahrizilor, 1293-1294, 1298-1308, 1309-1340)

### Orientul Îndepărtat
- Birmania, statul Mon: Binnya E Law (rege, 1331-1353)
- Birmania, statul Șanilor: Uzana (rege, 1324-1343)
- Cambodgea, Imperiul Kambujadesa (Angkor): Jayavarman al IX-lea (Sihanouk, Jayavarmadi Paramesvara) (împărat din dinastia Mahidharapura, 1327-1336)
- Cambodgea, statul Tjampa: Che Anan (vicerege din cea de a douăsprezecea dinastie, 1318-1342)
- China: Wenzong (împărat din dinastia Yuan, 1328, 1329-1332), Ningzong (Rinchendpal, Irindjipal) (împărat din dinastia Yuan, 1332) și Shundi sau Huizong (Toghan Temur) (împărat din dinastia Yuan, 1332-1368)
- Ciaghataizii: Tarmașirin (han, 1326-1334)
- Coreea, statul Koryo: Ch'unghye Wang (Wan Chong) (rege din dinastia Wang, 1331-1332, 1340-1344) și Ch'ungsuk Wang (Wang To) (rege din dinastia Wang, 1314-1330, 1332-1339)
- Hoarda de Aur: Ghias ad-Din Muhammad Ozbeg (Uzbek) (han din dinastia Batuizilor, 1313-1342)
- India, statul Delhi: Ghias ad-Din Ulugh Han (sau Jauna) Muhammad Șah ibn Tughluk (sultan din dinastia Tughlukizilor, 1325-1351)
- India, statul Hoysala: Ballala al III-lea (rege, 1300-1342; anterior, rege în Hoysala de nord, 1291-1342)
- India, statul Hoysala de nord: Ballala al III-lea (rege, 1291-1342; ulterior, rege în Hoysala de sud, 1300-1342)
- Japonia: Go-Daigo (împărat, 1318-1339), Morikuni (principe imperial, 1308-1333) și Takatoki (regent din familia Hojo, 1311-1333)
- Kashmir: Udayanadeva (sultan din dinastia Simhadeva, 1323-1338)
- Statul Madjapahit: Tribhuvana Mahapati (regină, 1328-1350)
- Mongolii: Tok-Temur (Djayagaitu) (mare han, 1328-1329, 1329-1332), Rinchenpal (Adjiyamal, Irindjipal) (mare han, 1332) și Putașali (1332-1333)
- Nepal, în Bhadgaon: Nayakadevi (regină din dinastia Malla, 1326-1347)
- Nepal, în Patan: Jayarimalla (rege din dinastia Malla, 1330-1344)
- Sri Lanka: Parakkamabahu al IV-lea (Pandita) (rege din dinastia Silakala, 1302-1326/1332) și Bhuvanekabahu al III-lea (Vanni) (rege din dinastia Silakala, 1326/1332-1335)
- Sri Lanka, statul Jaffna: Marthanda Parajasekaran al III-lea (rege, 1325-1348)
- Thailanda, statul Sukhotai: Locu Thai (rege, 1299-1339)
- Vietnam, statul Dai Viet: Tran Hien-tong (rege din dinastia Tran timpurie, 1329-1341)